# لگرن کولمب
شهر لگرن کولمب (به فرانسوی: La Garenne-Colombes) در شهرستان او-دو-سن در ناحیه ایل-دو-فرانس با جمعیت ۲۷٬۱۸۸ نفر در کشور فرانسه واقع شده‌است